# Richard Gregg (hokej na travi)
Richard George Stanhope Gregg (9. rujna 1883. — 20. svibnja 1945.) je bivši irski hokejaš na travi. 
Igrao je za klub Three Rock Rovers Hockey Club.
Osvojio je srebrno odličje na hokejaškom turniru na Olimpijskim igrama 1908. u Londonu igrajući za Irsku, zajedno s klupskim suigračima Charlesom Powerom i Henryjem Murphyjem.
Na tim Olimpijskim igrama je sudjelovao u pobjedama od 3:1 nad Walesom 29. listopada i u porazu od 1:8 od Engleske u završnici 31. listopada
.
Na tim je igrama Irska bila dijelom sastava Ujedinjenog Kraljevstva.

## Vanjske poveznice
- Profil na Sports Reference.com  Arhivirana inačica izvorne stranice od 16. prosinca 2012. (Wayback Machine)